# Warkocz Bereniki
Warkocz Bereniki (łac. Coma Berenices, dop. Comae Berenices, skrót Com) – gwiazdozbiór nieba północnego, 42. co do wielkości, znany od starożytności. W połowie XVI w. uczynił go gwiazdozbiorem holenderski kartograf Gerardus Mercator. Wcześniej jego gwiazdy stanowiły ogon Lwa. Dopiero w XVI wieku ten układ gwiazd był rozpoznawany jako pełnoprawny gwiazdozbiór. Sprawę przypieczętował Tycho Brahe, który ujął Warkocz Bereniki w swoim katalogu gwiazdowym. Widoczny w Polsce od zimy do lata. Liczba gwiazd widoczna nieuzbrojonym okiem: około 50.

## Pochodzenie nazwy
Nazwa związana jest z postacią historyczną, żyjącą w III wieku p.n.e. Bereniką, żoną egipskiego króla Ptolemeusza III. Władca ten przyczynił się do rozkwitu ekonomicznego i kulturalnego państwa. Jednak było to okupione licznymi wojnami. Na początku trzeciej wojny syryjskiej (246 p.n.e.) jego żona obiecała tuż po zamążpójściu poświęcić włosy bogini Afrodycie, jeśli jej mąż wróci cały z wojny. Gdy Ptolemeusz III powrócił cały i zdrowy, Berenika ścięła włosy i zostawiła w świątyni Afrodyty. Następnego dnia włosy zniknęły, co doprowadziło króla do wściekłości. Zagadkę rozwiązał nadworny astronom króla Konon z Samos, tłumacząc że Afrodyta była tak zadowolona z daru, iż postanowiła umieścić włosy na niebie w postaci gwiazd. Opowieść tę przekazywano z pokolenia na pokolenie, między innymi Ptolemeusz wspomina w Almageście o puklu włosów na niebie.

## Gwiazdy
Najjaśniejsze gwiazdy konstelacji to:
- β Comae Berenices – 4,23m
- Druga w kolejności α Com (4,32m), ma zwyczajową nazwę Diadem, która odnosi się do korony noszonej przez królową Berenikę. Jest to układ prawie identycznych żółtobiałych karłów typu widmowego F5. Największa separacja to 0,7 sekundy łuku, a ich okres orbitalny wynosi prawie 26 lat.
- Kolejna co do jasności, γ Comae Berenices (4,35m), to olbrzym typu widmowego K znajdujący się w odległości około 170 lat świetlnych. Jest widoczny na tle Gromady Warkocza Bereniki, ale do niego nie należy.

Warte zauważenia słabsze gwiazdy:
- 24 Com to gwiazda podwójna. Składa się z pomarańczowego olbrzyma o jasności 5,2m oraz biało-niebieskiej gwiazdy o jasności 6,7m. Składniki oddalone są o 20 sekund kątowych.
- Z kolei 35 Com jest układem wizualnie podwójnym, złożonym z żółtej (5,5m) i białej gwiazdy (7,2m).
- Gwiazda FK Com jest prototypem dla klasy szybko rotujących gwiazd zmiennych.

## Inne obiekty
Ten rejon nieba nie obfituje w gwiazdy, za to zawiera wiele galaktyk. W Warkoczu Bereniki znajduje się osiem obiektów z katalogu Messiera. Odległa o około 300 mln lat świetlnych najbliższa gromada galaktyk, Coma, w gwiazdozbiorze Warkocza Bereniki, o średnicy około 20 mln lat świetlnych, zawiera kilka tysięcy galaktyk, pośród których przeważają eliptyczne i soczewkowate, o bardzo małych jasnościach. Galaktyki spiralne wchodzące w skład tej gromady, a więc:
- M85 (NGC 4382 w katalogu NGC). Jest to najbardziej oddalona na północ spośród wszystkich galaktyk Gromady w Pannie. Położona jest w odległości 60 milionów lat świetlnych i ma rozmiar 125 tysięcy lat świetlnych. Została dostrzeżona po raz pierwszy przez Pierre'a Méchaina w marcu 1781.
- M88 (NGC 4501),
- M91 (NGC 4571),
- M98 (NGC 4192),
- M99 (NGC 4254)
- M100 (NGC 4321) (10,1m) jest jedną z najjaśniejszych galaktyk należących do Gromady w Pannie. Galaktyka odznacza się wyraźnymi ramionami i jest zaliczana do galaktyk obfitujących w nowe gwiazdy. Do 2006 w M 100 zaobserwowano sześć supernowych. Galaktyki te są w zasięgu amatorskich teleskopów.
- Inna ciekawa galaktyka to M64 (NGC 4826), zwana często Galaktyką Czarnooką lub galaktyką Podbite Oko, ze względu na kształt przypominający ludzkie oko. Odkryta w 1779 przez Edwarda Pigotta galaktyka spiralna stanowi popularny cel amatorskich obserwacji. Badania z lat 90. XX wieku wykazały, że gaz międzygwiazdowy na obrzeżach M 64 porusza się w kierunku przeciwnym do kierunku obiegu materii w obszarach wewnętrznych. Z tego względu na ich styku występuje znaczna aktywność gwiazdotwórcza.
- Kolejne ciekawe ciało niebieskie to najjaśniejsza wśród ośmiu obiektów gromada kulista M 53 (NGC 5024) o rozmiarach kątowych 13′ i jasności 7,6m. Obiekt oddalony jest o około 58 tysięcy lat świetlnych, zatem relatywnie daleko od centrum Galaktyki, nad jej płaskim dyskiem. Gromada została odkryta przez niemieckiego astronoma Johanna Bodego w 1775 roku.

Gromada o nazwie Melotte 111 ma średnicę, równą średnicy dziesięciu Księżyców, i jest jedną z najbliższych Ziemi. 
Galaktyka spiralna NGC 4565 o jasności 10,42m ułożona do nas „kantem”. Położona jest w odległości około 20 milionów lat świetlnych, nie należy więc do Gromady galaktyk Panny, znajdujących się daleko za nią.
W północnej części gwiazdozbioru, w pobliżu gwiazdy 31 Comae Berenices, znajduje się północny biegun galaktyczny, jeden z dwóch punktów, w którym oś obrotu naszej Galaktyki przecina sferę niebieską.